# Tectaria exauriculata
Tectaria exauriculata är en ormbunkeart som beskrevs av Holtt. Tectaria exauriculata ingår i släktet Tectaria och familjen Tectariaceae. Inga underarter finns listade.